# Frances Elizabeth Allen
Frances Elizabeth «Fran» Allen (Peru, Nueva York, 4 de agosto de 1932 - Schenectady, Nueva York,  4 de agosto de 2020) fue una informática estadounidense y pionera en el campo de optimizar compiladores. Sus logros incluyen trabajo en compiladores, optimización de código, y computación paralela. También tuvo un rol importante en la creación de lenguajes de programación y códigos de seguridad para la Agencia de Seguridad Nacional Americana.
Allen fue la primera socia de IBM y en 2006 se convirtió en la primera mujer ganadora del Premio Turing. Su papel es considerado fundamental para el avance de las mujeres en la tecnología y CTIM.

## Carrera
Allen creció en una granja en Peru, Nueva York y obtuvo una maestría en Matemáticas por la Universidad Estatal para Profesores de Nueva York (actual Universidad Estatal de Nueva York en Albany) en 1954. Ganó un M.Sc. Grado en matemáticas en la Universidad de Míchigan en 1957 y empezó a dar clases en Peru, Nueva York. Endeudada por sus estudios universitarios, se incorporó a IBM el 15 de julio de 1957, planeando quedarse sólo hasta pagar sus deudas, pero acabó por quedarse los 45 años que le quedaban de carrera.
Allen fue asignada al proyecto Harvest para descifrar código con la Agencia de Seguridad Nacional en 1959 y trabajó en un lenguaje de programación llamado Alpha. Dirigió el equipo de optimización del compilador tanto para Harvest como para el proyecto Stretch. En la década de 1960 contribuyó al proyecto ACS-1 y en la década de 1970 a PL / I. De 1970 a 1971, pasó un año sabático en la Universidad de Nueva York y ejerció como profesora adjunta durante unos años después. Otro año sabático la llevó a la Universidad de Stanford en 1977.
Allen se convirtió en la primera socia de IBM en 1989. En 2007 IBM creó el Premio Doctor de la Camaradería en su honor y en el 2006 obtuvo un Premio Turing.
La cita del Premio Turing dice:

El trabajo de Fran Allen ha tenido un enorme impacto en la investigación y práctica del compilador. Tanto sola como en colaboración con John Cocke, introdujo muchas de las abstracciones, algoritmos e implementaciones que sentaron las bases para la tecnología de optimización automática de programas. El artículo de Allen de 1966, «Optimización del programa», sentó las bases conceptuales para el análisis sistemático y la transformación de los programas de computadora. Este artículo introdujo el uso de estructuras teóricas gráficas para codificar el contenido del programa para derivar relaciones de manera automática y eficiente e identificar oportunidades para la optimización. Sus artículos de 1970, «Control Flow Analysis» y «A Basis for Program Optimization» establecieron «intervalos» como el contexto para un análisis y optimización de flujo de datos eficiente y efectivo. Su artículo de 1971 con Cocke, «Un catálogo de transformaciones optimizadas», proporcionó la primera descripción y sistematización de las transformaciones optimizadoras. Sus artículos de 1973 y 1974 sobre análisis de flujo de datos interprocedurales extendieron el análisis a programas completos. Su artículo de 1976 con Cocke describe una de las dos principales estrategias de análisis utilizadas en la optimización de compiladores de hoy. Allen desarrolló e implementó sus métodos como parte de compiladores para IBM STRETCH-HARVEST y el sistema experimental avanzado de computación. Este trabajo estableció la viabilidad y la estructura de los optimizadores modernos independientes de la máquina y el lenguaje. Luego estableció y dirigió el proyecto PTRAN en la ejecución automática paralela de los programas FORTRAN. Su equipo PTRAN desarrolló nuevos esquemas de detección de paralelismo y creó el concepto del gráfico de dependencia del programa, el método de estructuración principal utilizado por la mayoría de los compiladores de paralelización.
Association for Computing Machinery (ACM), Cita para la A.M. Premio Turing 2006

## Publicaciones seleccionadas
Sus publicaciones incluyen:
- Allen, Frances E. y John Cocke (1972). «Un catálogo de transformaciones optimizadoras». En Randall Rustin (ed.), Diseño y optimización de compiladores. Prentice-Hall, 1972, pp. 1-30.
- Allen, Frances E. (1974). «Análisis de flujo de datos interprocedurales». En Procedimientos de procesamiento de información 74, IFIP, Elsevier / North-Holland, 1974, pp. 398-402.
- Allen, Frances E.; Cocke, J. (1976). «Un procedimiento de análisis de flujo de datos del programa». En Communications of the ACM, vol. 19, núm. 3, marzo de 1976, pp. 137-147.
- Allen, Frances E.; Carter, J. L.; Fabri, J.; Ferrante, J.; Harrison, W. H.; Loewner, P. G.; Trevillyan, L. H. (1980). «El sistema de compilación experimental». En IBM Journal of Research and Development, vol. 24, núm. 6, noviembre de 1980, pp. 695-715.
- Allen, Frances E. (1981). «La historia de la tecnología del procesador de idiomas en IBM». En IBM Journal of Research and Development, vol. 25, núm. 5, septiembre de 1981, pp. 535-548.

## Premios y honores

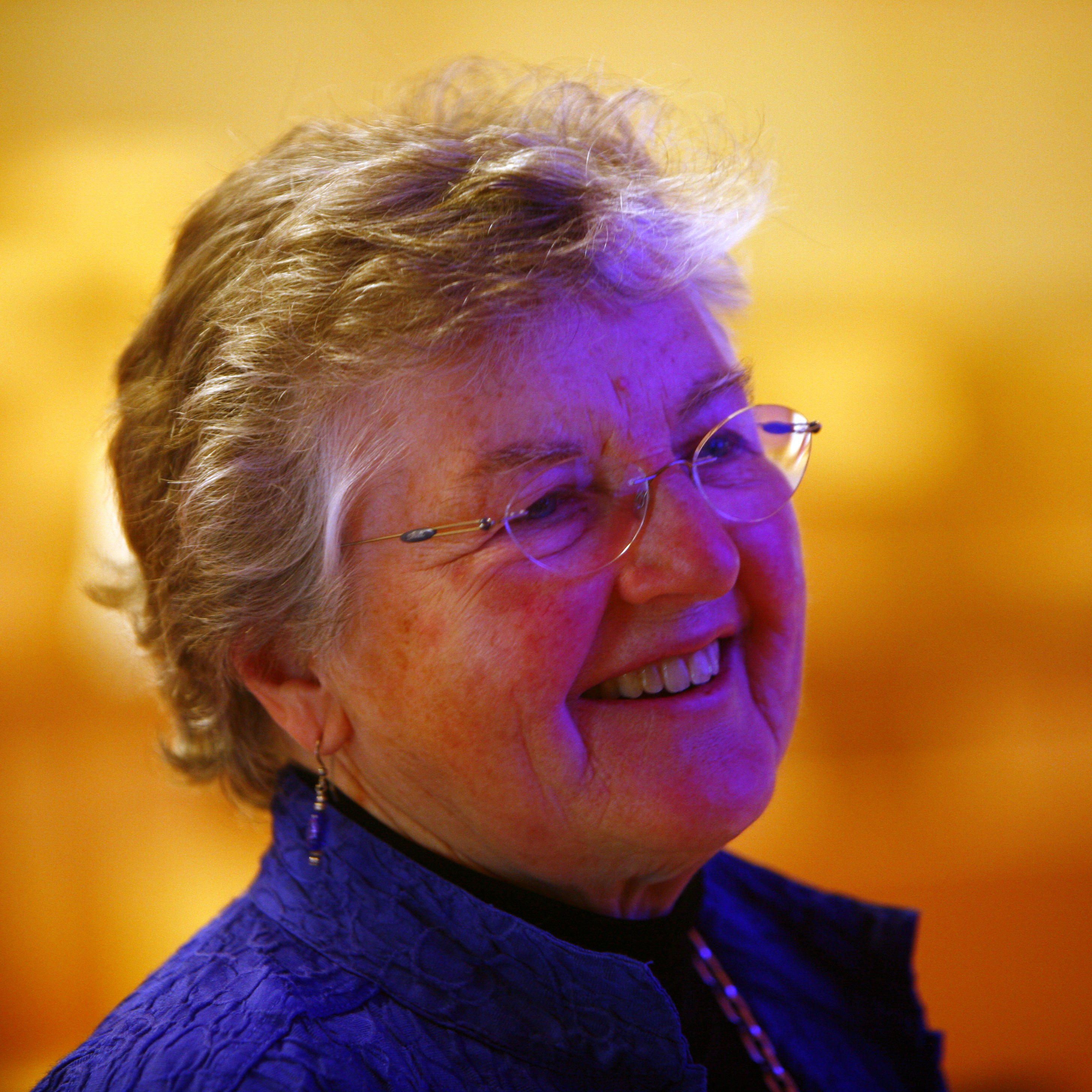
Fran Allen recibiendo el Premio Discurso Distinguido Erna Hamburger en EPFL, 6 de mayo de 2008

Allen fue socia del IEEE y la Asociación de los Sistemas Informáticos (ACM). En el año 2000, fue nombrada Socia del Museo Histórico de Ordenadores, «por sus contribuciones por optimizar la programación y compilar para ordenadores paralelos». Formó parte de la Junta de Telecomunicaciones e Informática, la junta de la Asociación de la Investigación Informática (CRA en inglés) y el consejo consultivo del sector dedicado a la Informática y las TIC de la Fundación de Ciencia Nacional Americana. Fue miembro de la Academia Nacional de Ingenieríay la Sociedad Filosófica Americana. Fue elegida socia de la Academia americana de Artes y Ciencias en 1994.
En 1997, Allen fue incorporada al Salón de la Fama de las Mujeres en la Tecnología. Se retiró de IBM en 2002 y ganó el Premio Augusta Ada Lovelace ese año de la Asociación para Mujeres Informáticas.
En 2007 Allen estuvo reconocida por su trabajo en informática de alto rendimiento cuándo recibió el Premio Turing en 2006. Por esto se convierte en la primera mujer en ganar el premio de cuarenta años de historia, el cual está considerado el equivalente del Premio Nobel para computar y es otorgado por la Asociación de los Sistemas Informáticos. Fue galardonada con un Doctorado Honorario de Ciencia en la Gala de Invierno de la Universidad SUNY de Albania. En la entrevista tras obtener dicho premio, Allen esperaba que daría más «oportunidades para mujeres de ciencia, informática e ingeniería». En 2009 le fue otorgado un Doctorado Honorario de Ciencia de la Universidad McGill por sus «contribuciones pioneras a la teoría y práctica de optimizar técnicas de compilación que forjó la base para optimizar compiladores modernos y la ejecución paralela automática». En su conferencia presentada a ACM, Allen describe su trabajo.

## Vida personal
Allen se casó con el profesor de la Universidad de Nueva York Jacob T. Schwartz en 1972. Se divorciaron diez años después. No tuvo hijos.
Falleció el 4 de agosto de 2020, en el día de su 88 cumpleaños a causa de la enfermedad de Alzheimer.